# Drosophila pacificae
Drosophila pacificae är en tvåvingeart som beskrevs av Ryuichi Matsuda 2005. Drosophila pacificae ingår i släktet Drosophila och familjen daggflugor.
Artens utbredningsområde är Samoa.